# Северное сияние (журнал, 1862—1865)
«Се́верное сия́ние» — русский ежемесячный художественный и литературный журнал, выходивший в Санкт-Петербурге с 1862 по 1865 год.

## История
Русский художественный альбом «Северное сияние» выходил в Санкт-Петербурге ежемесячно.
Журнал выпускался переводчиком и издателем Вильгельмом Генкелем (1825—1910).
В альбоме помещались репродукции работ К. П. Брюллова, А. М. Волкова, Н. Н. Ге, М. А. Зичи, М. К. Клодта, А. И. Лебедева, Е. И. Маковского, М. О. Микешина, П. А. Федотова.
Литературную часть альбома составляли посредственные статьи исторического, литературно-критического и искусствоведческого характера, а также беллетристика на темы помещенных в журнале репродукций.
Исторические статьи для «Северного сияния» писал М. Д. Хмыров, литературно-критические — В. Р. Зотов, искусствоведческие — П. Н. Петров.
В журнале было помещено несколько очерков Г. И. Успенского (под псевдонимом Г. Брызгин) и А. И. Левитова (подписывался: А. Л.).
Издание было хорошо выполнено с типографско-издательской точки зрения (гравюры на стали исполнялись у Брокгауза в Лейпциге).